# Phorinia occidentalis
Phorinia occidentalis là một loài ruồi trong họ Tachinidae.